# Эскивель, Хулия
Хулия Эскиве́ль Вела́скес (исп. Julia Esquivel Velásquez; 3 мая 1930, Сан-Маркос — 19 июля 2019, Гватемала) — гватемальская поэтесса, теолог и правозащитница.

## Биография
Эскивель училась в Университете Сан-Карлос в Гватемале, Латиноамериканской библейской семинарии в Коста-Рике и Экуменическом институте Боссэ в Швейцарии.
На её поэзию сильно повлияла теология освобождения, которая была широко распространена в католических общинах Латинской Америки в 1950-х и 1960-х годах. Первоначально она хотела изучать богословие в пресвитерианской семинарии в Гватемале, но получила отказ из-за того, что была женщиной. Тогда в 1953 году она переехала в Коста-Рику, чтобы учиться в Латиноамериканской библейской семинарии в Сан-Хосе. Её неоднократно грозились убить за то, что она выражала обеспокоенность по поводу прав человека коренных народов майя, и в 1980 году она эмигрировала в Швейцарию.
В течение эмиграции Эскивель выступала по всей Европе и Северной Америке, говоря о тяжелом положении майя, киче и других коренных народов во время геноцида в Гватемале. Она написала семь книг, в том числе два сборников стихов, «Угроза воскресения» (1982) и «Несомненность весны» (1993).
В 1994 году она получила степень почётного доктора Бернского университета за свои стихи, которые, как отметил университет, позволили «зазвучать страданиям гватемальского народа в её одухотворённой поэзии».
Эскивель умерла в Гватемале 19 июля 2019 года.